# Target: Renegade
Target: Renegade est un jeu vidéo de type beat them all, édité par Ocean Software sur le label Imagine à la fin des années 80 sur Amstrad CPC, Commodore 64 et ZX Spectrum.